# Transylvanosaurus
Transylvanosaurus platycephalus
Genre
Espèce
Transylvanosaurus (signifiant « lézard de l'autre côté de la forêt » ) est un genre fossile de dinosaures Ornithopoda Rhabdodontidae du bassin de Hateg du Crétacé tardif (Maastrichtien) en Roumanie. L'espèce type, Transylvanosaurus platycephalus, est connue à partir d'un crâne fragmentaire.

## Découverte et dénomination
Le spécimen holotype, LPB (FGGUB) R.2070, a été trouvé en 2007 dans les « Lits de Pui » dans la section de la vallée de la rivière Bărbat du bassin de Haţeg, comté de Hunedoara, Roumanie. Cette localité est datée de l'âge Maastrichtien moyen du Crétacé supérieur. Il s'agit d'un crâne fragmentaire, comprenant le basicranium articulé et les frontaux articulés.
En 2022, Transylvanosaurus platycephalus a été décrit comme un nouveau genre et une nouvelle espèce de dinosaures Ornithopoda Rhabdodontidae par Felix Justus Augustin (d) et al. sur la base de ces restes. Le nom générique, « Transylvanosaurus », est dérivé des mots latins « trans », qui signifie « à travers » et « silva », qui signifie « forêt », et du mot grec « sauros », qui signifie « lézard » (σαύρος). Le nom générique fait référence à la Transylvanie, la région qui contient la localité type du genre dans le bassin du Haţeg. Le nom spécifique, « platycephalus », combine les mots grecs « platys » (πλατύς), qui signifie large, et « kephale » (κεφαλῇ), qui signifie tête, en référence à la largeur inhabituelle du crâne par rapport aux taxons apparentés.

## Classification

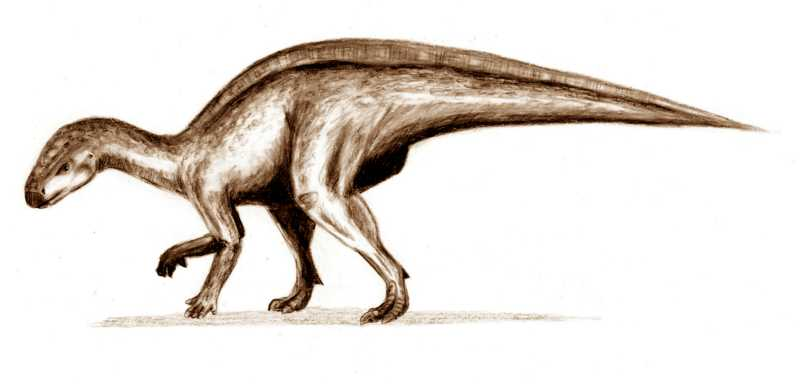
Vue d'artiste de Rhabdodon.

Dans leurs analyses phylogénétiques, Augustin et al. (2022) ont retrouvé Transylvanosaurus comme un membre des Rhabdodontidae. Le cladogramme ci-dessous présente les résultats de leurs analyses phylogénétiques :
|  | Rhabdodon                                                                                  |
|  |                                                                                            |
|  | \| \| Transylvanosaurus \| \| \| \| \| \| Mochlodon \| \| \| \| \| \| Zalmoxes \| \| \| \| |
|  |                                                                                            |
|  | Transylvanosaurus                                                                          |
|  |                                                                                            |
|  | Mochlodon                                                                                  |
|  |                                                                                            |
|  | Zalmoxes                                                                                   |
|  |                                                                                            |

|  | Transylvanosaurus |
|  |                   |
|  | Mochlodon         |
|  |                   |
|  | Zalmoxes          |
|  |                   |

|  | Rhabdodon                                                                                  |
|  |                                                                                            |
|  | \| \| Transylvanosaurus \| \| \| \| \| \| Mochlodon \| \| \| \| \| \| Zalmoxes \| \| \| \| |
|  |                                                                                            |
|  | Transylvanosaurus                                                                          |
|  |                                                                                            |
|  | Mochlodon                                                                                  |
|  |                                                                                            |
|  | Zalmoxes                                                                                   |
|  |                                                                                            |

|  | Transylvanosaurus |
|  |                   |
|  | Mochlodon         |
|  |                   |
|  | Zalmoxes          |
|  |                   |

Malgré ces résultats, Augustin et al. proposent des « relations particulièrement proches » avec Rhabdodon sur la base de comparaisons morphologiques.